# .dd
dd. هو نطاق إنترنت من صِنف مستوى النطاقات العُليا في ترميز الدول والمناطق، للمواقع التي تنتمي إلى ألمانيا الشرقية. تم إلغائه عام 1990